# Waldfischbach-Burgalben
Waldfischbach-Burgalben es un municipio situado en el distrito de Palatinado Sudoccidental, en el estado federado de Renania-Palatinado (Alemania). Su población estimada a finales de 2016 era de 4712 habitantes.
Se encuentra ubicado al sur del estado, cerca de la ciudad de Pirmasens y de la frontera con Francia.

## Galería de imágenes

Waldfischbach-Burgalben
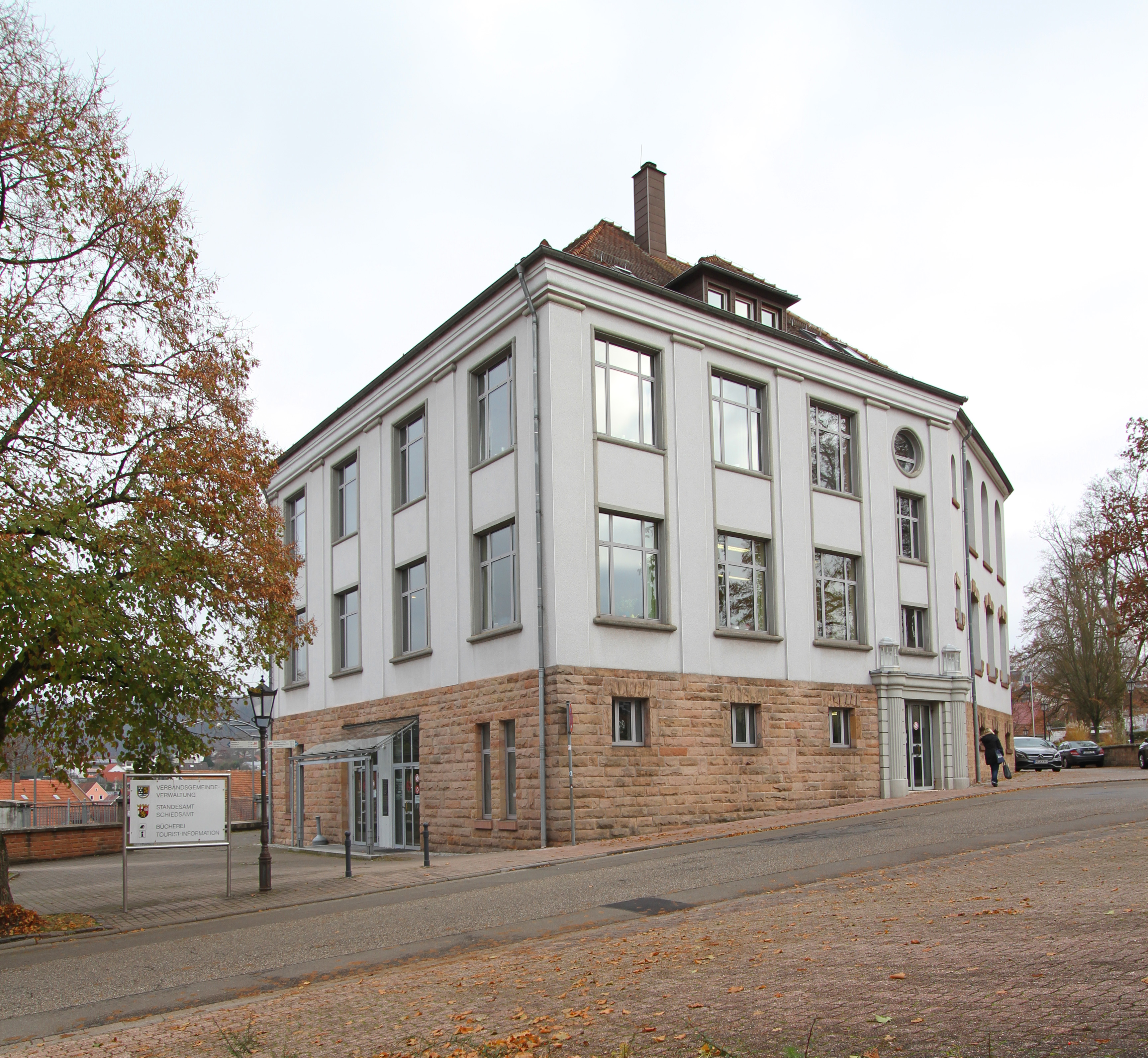
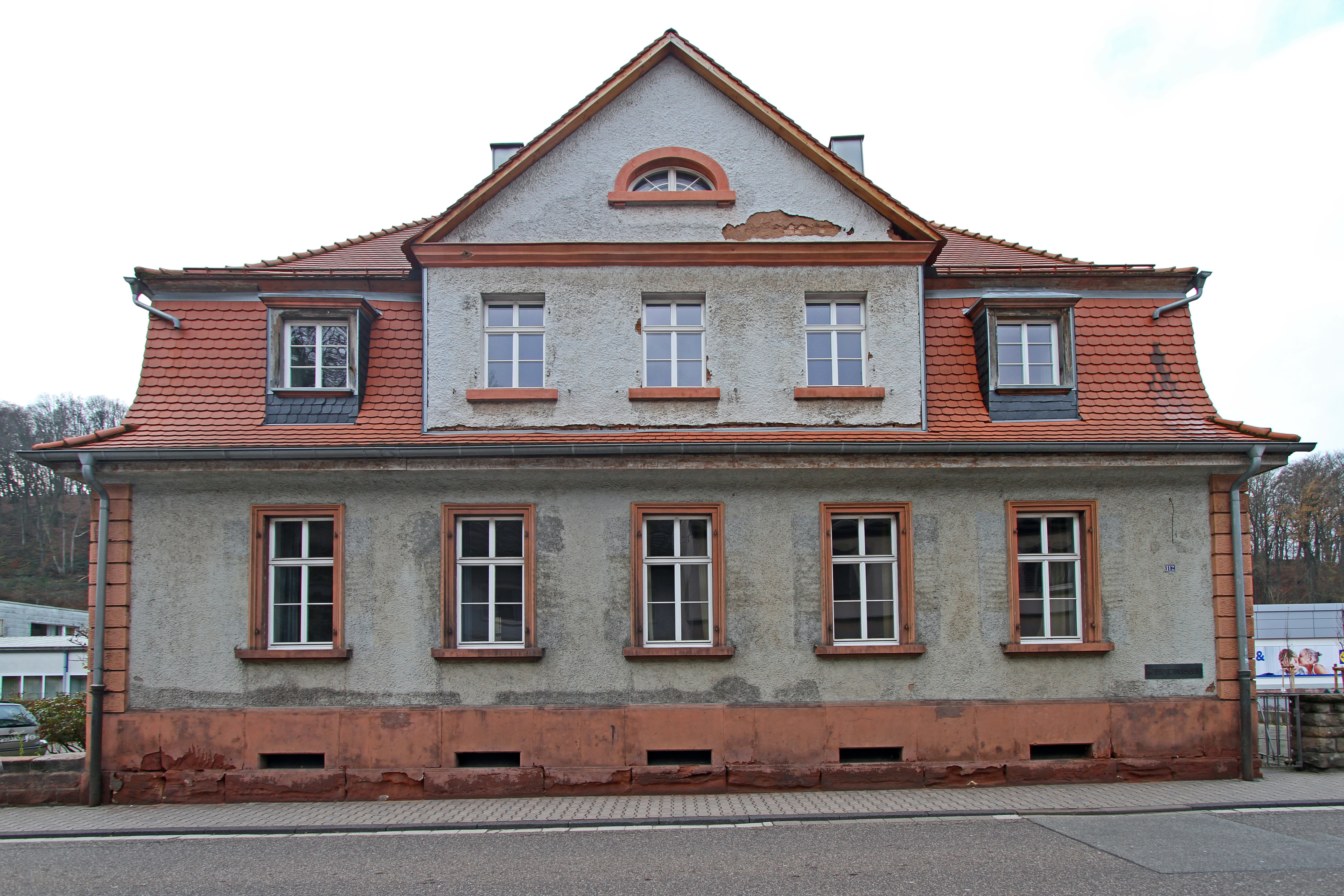
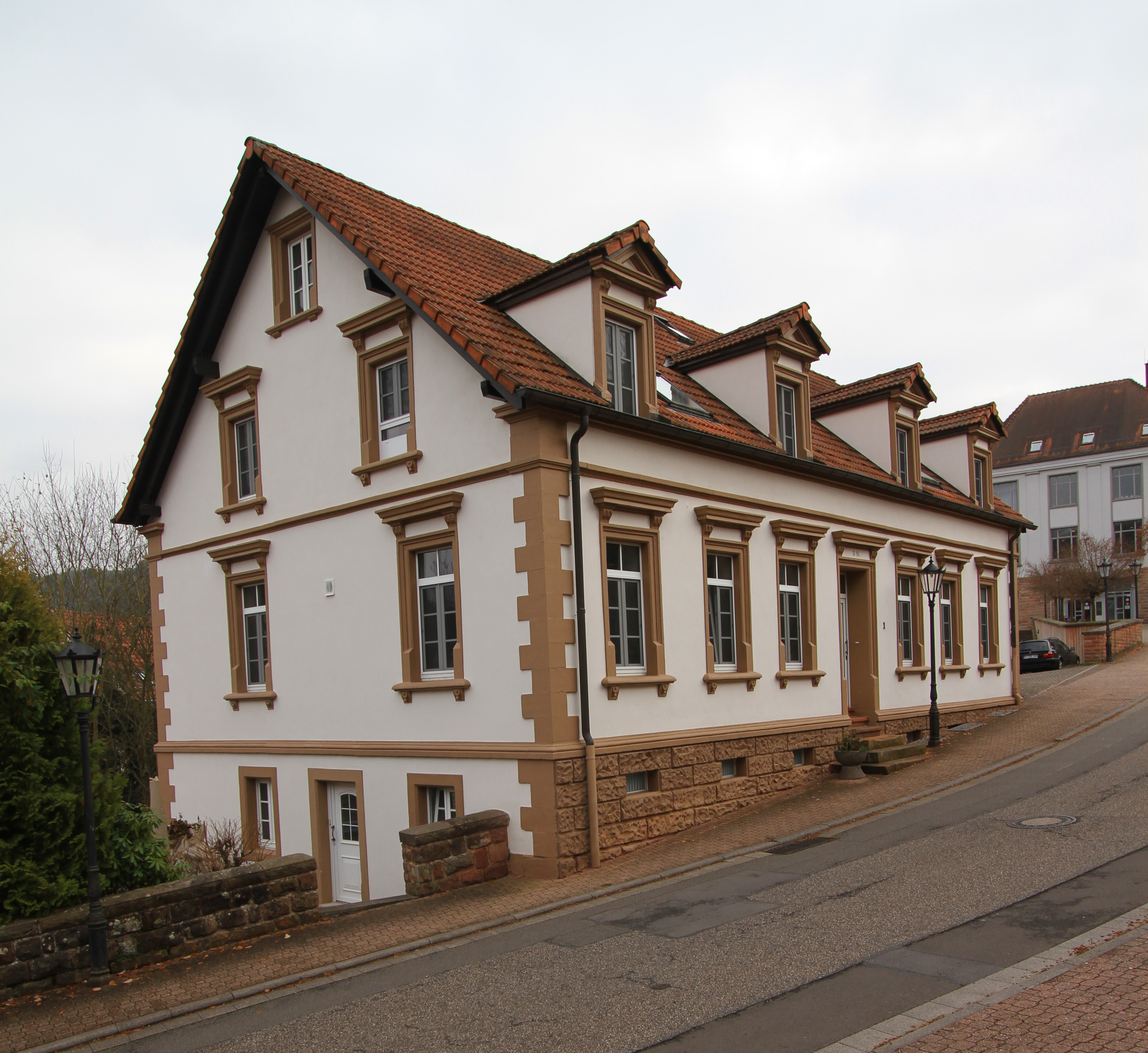
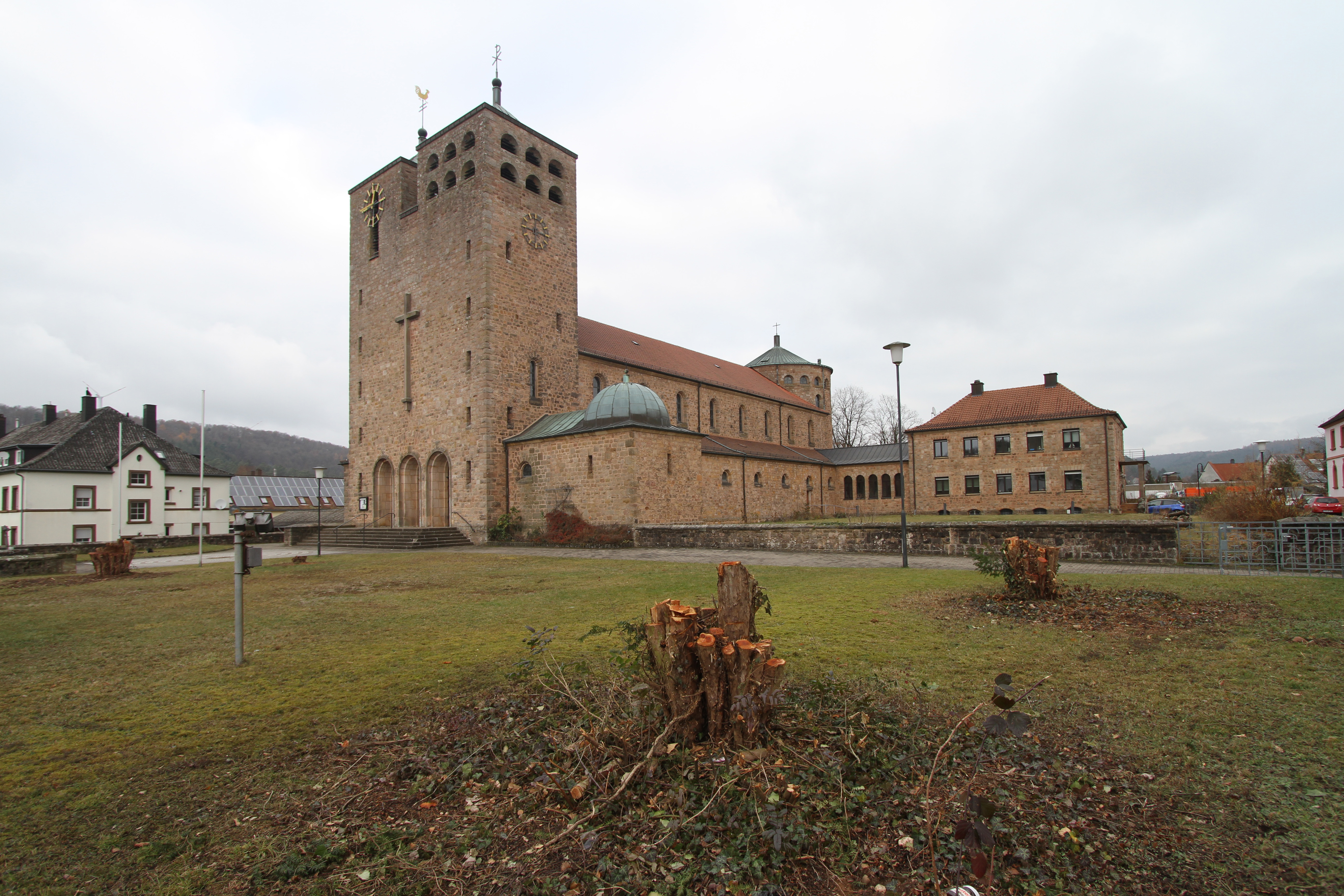
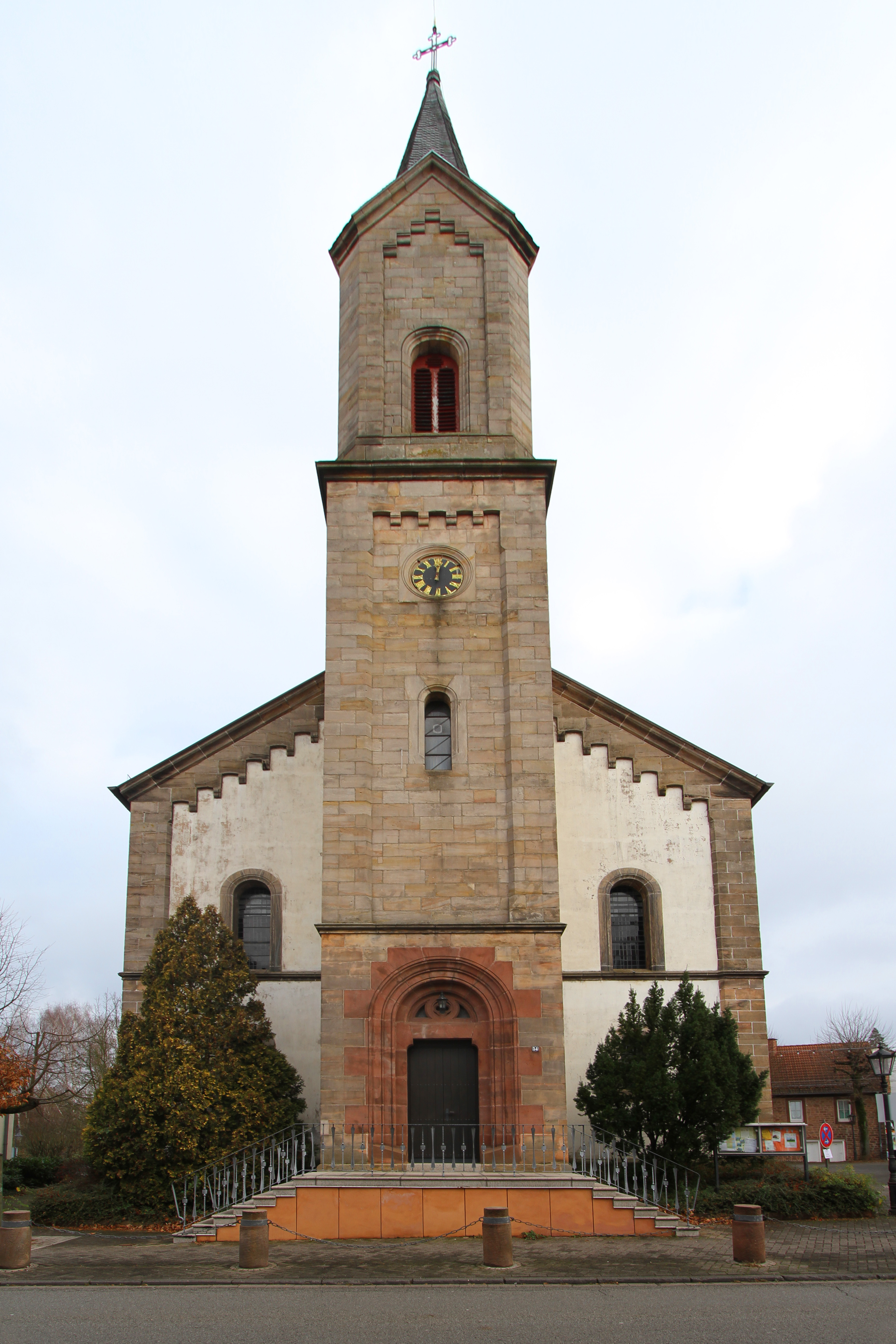
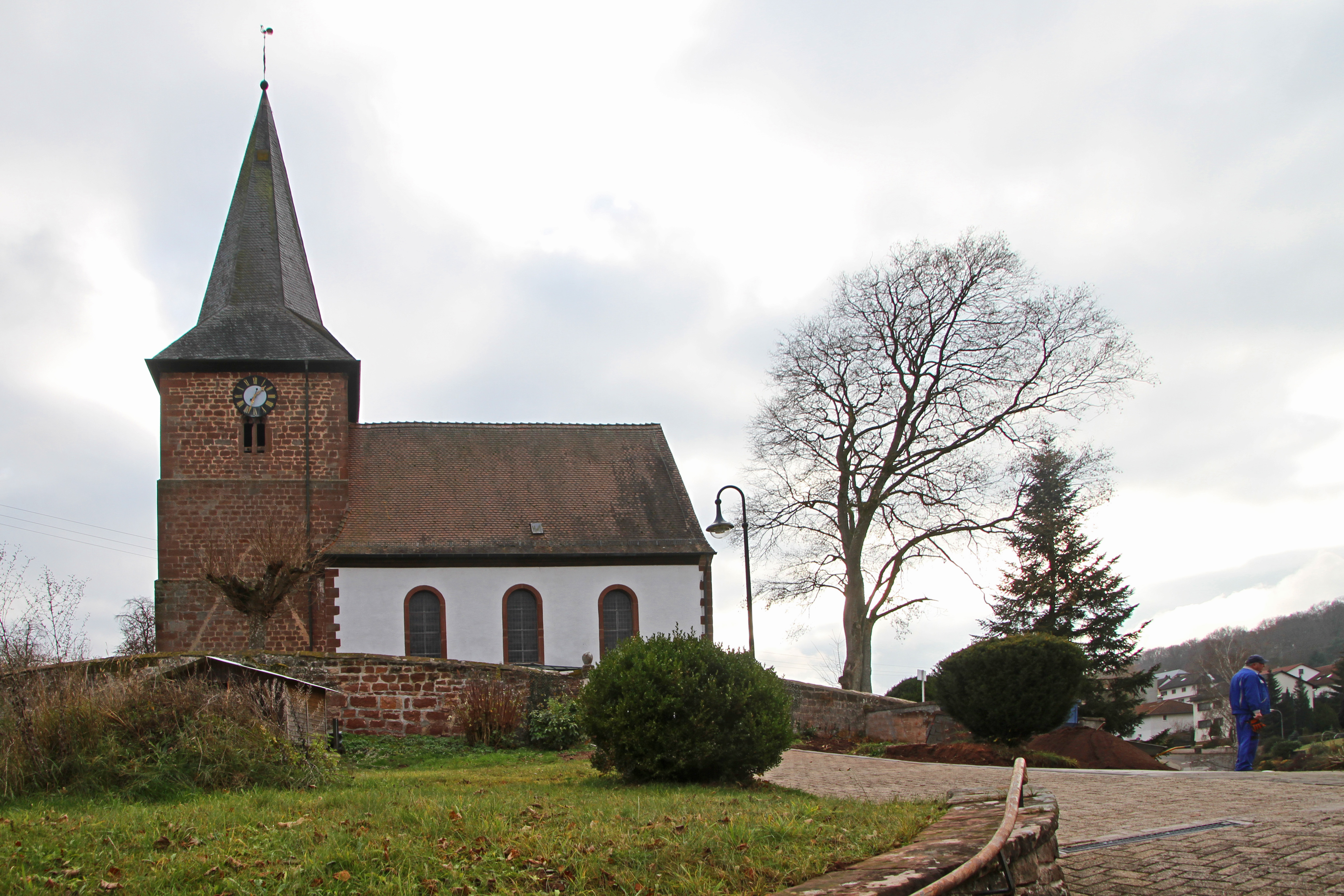
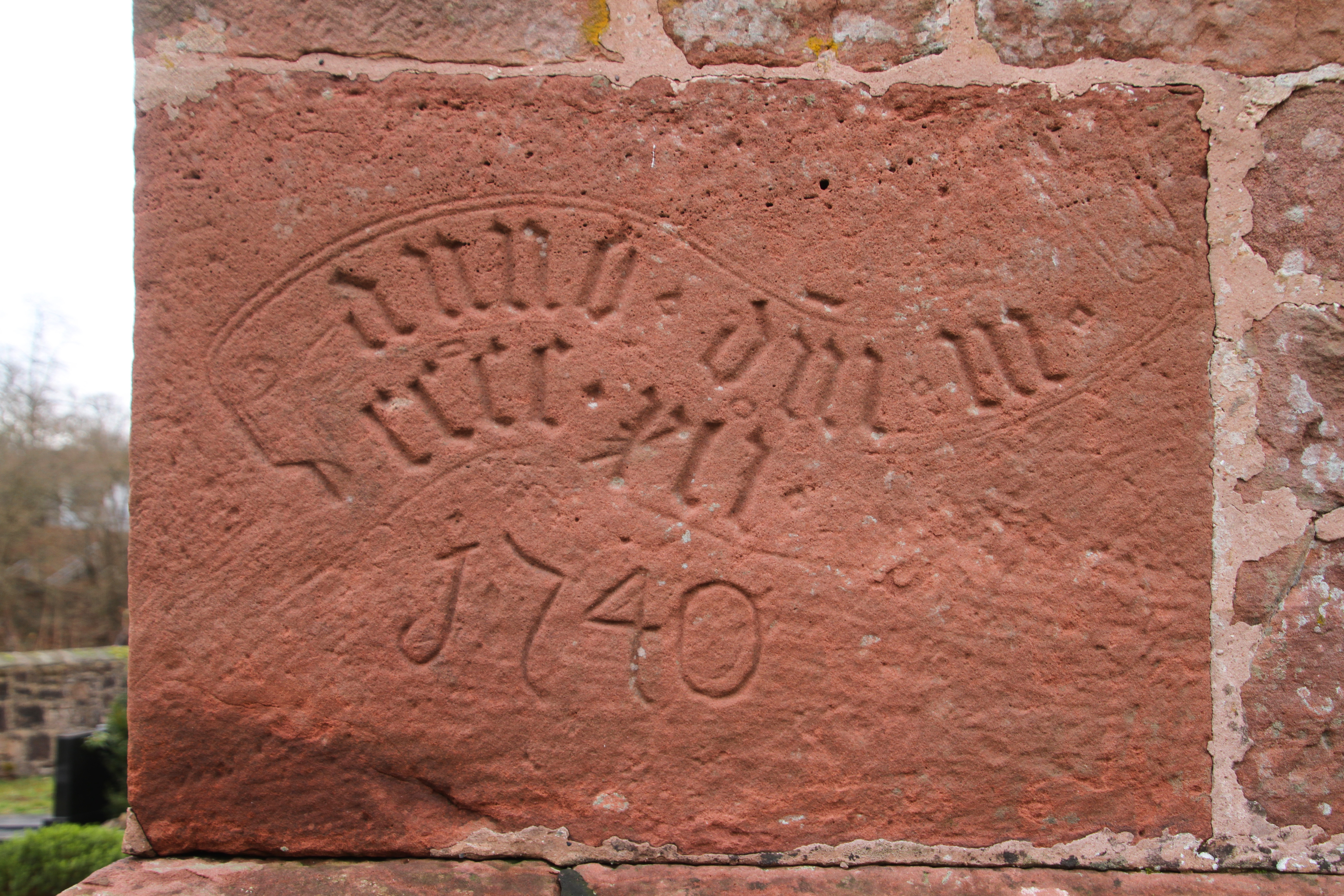
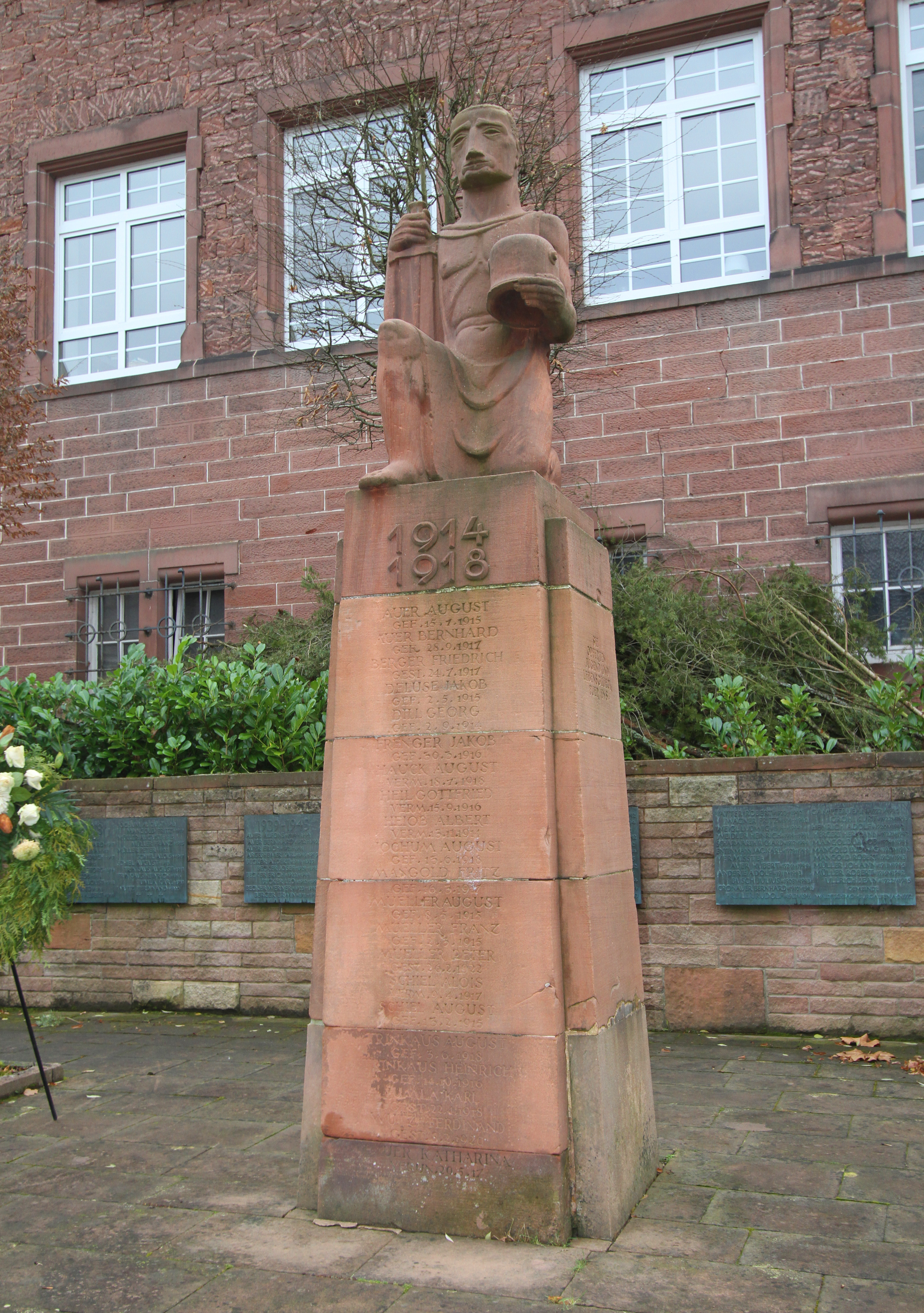